# Steenpoort (Brussel)

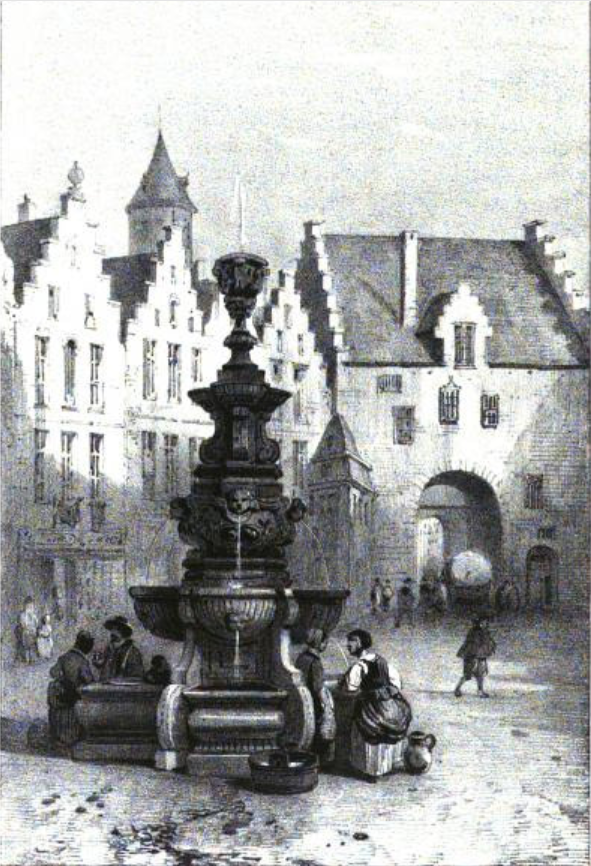
De Steenpoort met in de voorgrond de fontein (1642-1825) en in de achtergrond de Anneessenstoren.

De Steenpoort was een stadspoort in de eerste omwalling van Brussel. De naam werd voor het eerst vermeld in 1279. Mogelijk is ze gelijk te stellen met de in 1242 al genoemde Kapellenpoort, een naam die verwijst naar de nabijgelegen Kapellekerk. In die tijd lag de Steenpoort tussen de Hoogstraat (extra muros) en de Trapstraat/Guldenstraat. Tegenwoordig liggen de eventuele restanten onder de brede Keizerslaan, tussen het PS- en Vooruit-hoofdkwartier en de Anneessenstoren (die ook deel was van de eerste stadsmuur).
Het gebouw werd door de hertogen gebruikt als gevangenis via een systeem van verpachting. De pachter moest een waarborg stellen en kreeg een vergoeding per gevangene per dag. Vanaf 1326 waren de Steenpoort en de Vroente de enige gevangenissen waar poorters en poorteressen van Brussel mochten worden opgesloten. De costuymen van 1570 behielden de Vroente voor aan inwoners en schreven voor dat afgezetene delinquanten ende vagabonden in de Steenpoort moesten worden opgeborgen.
Tijdens de ambachtenopstand van 1360 werd de Steenpoort belegerd door wevers en volders. De aanmaningen van twee priesters ten spijt, probeerden ze de poort in te beuken en in brand te steken. Ze werden afgehouden tot de patriciërs hen in de rug konden aanvallen en verslaan.
De Steenpoort bleef haar gevangenisfunctie behouden tijdens het hele ancien régime. Ze stond ook bekend als de Vroente, woord waarmee eveneens de in 1522 geopende gevangenis in de huidige Vruntstraat werd aangeduid. In de volgende jaren werd de Steenpoort beter beveiligd (1523-24), maar ontsnappingen bleven een probleem. In 1760 besloot men de Steenpoort af te breken en de grotere Hallepoort in te richten als nieuwe gevangenis.

## Legende
Volgens lokale overlevering stond er rond het jaar 960 een burcht tussen de Steenpoort  en Reuzenberg. De burcht werd bewoond door Rolle een reus van meer dan 9 voet lang. Deze reus, hoewel angstaanjagend in uiterlijk, werd geliefd door het volk vanwege zijn inzet om de zwakkeren te beschermen en de wegen te zuiveren van bandieten.
Een van de bekendste verhalen over de reus betreft zijn dochter, Helena. Zij leefde afgezonderd binnen de muren van de burcht en was nog nooit buiten geweest. Op een dag ontmoette ze een ridder genaamd Hans van Huysteen, die onmiddellijk verliefd op haar werd. Rolle stelde de ridder op de proef door te eisen dat hij een weg zou aanleggen van de burcht naar de stad in één nacht.
Met de hulp van een geest uit de kopermijnen, slaagde de ridder erin de weg te bouwen. Hierdoor werd hij de echtgenoot van Helena. Als dank sloot hij de mijnen, zoals beloofd aan de geest.

## Gevangenen
- De Joden van Brussel (1370)
- Raas van Rivieren (1421)
- Lambert van Thorn (1523-1528)
- Jan Tons en zijn zoon (1527)
- Josyne van Beethoven[7] (1595)
- Frans Anneessens (1719)

## Voetnoten
1. ↑  Bram Vannieuwenhuyze (2008). Brussel, de ontwikkeling van een middeleeuwse stedelijke ruimte (pdf). Universiteit Gent, nr. 1.1.245. Geraadpleegd op 17 maart 2024.
2. ↑  Akte van 18 oktober 1326: Voert willen wi dat men en genen portere noch portersse van Bruesele nemmermeer namaels voeren noch leggen en sal noch en mach in en geen gevancnesse buten Bruesele, noch elre dan in die Vroente ofte in die Steenporte te Bruesele.
3. ↑  Émile Clerbaut, "La bourgeoisie et les bourgeois dans l'ancien Bruxelles, au point de vue historique et juridique", in: Annales de la société royale d'archéologie de Bruxelles, 1898, nr. 12, p. 287
4. ↑  Alphonse Wauters en Alexandre Henne, Histoire de la ville de Bruxelles, Deel III, 1845, p. 148-149
5. ↑  "Les géants : cartes d’identités", Le BROL et le Courrier des Commerçants.
6. ↑  De reus van de Steenpoort. Belgische volksverhalen (1 augustus 2015). Geraadpleegd op 10 juni 2024.
7. ↑  Machteld De Schrijver, Een voorouder van Ludwig Van Beethoven als heks verbrand (pdf). Geraadpleegd op 4 december 2021.